# Lemuel Boulware
Lemuel Ricketts Boulware (Springfield, 1895 — Delray Beach, 7 de novembro de 1990) foi um empresário norte-americano, que atuou como vice-presidente de relações de trabalho e públicas da General Electric. Trabalhou com Ronald Reagan, futuro Presidente dos Estados Unidos, entre 1954 até 1962. Influenciou Reagan em algumas de suas mudanças ideológicas, como a conversão do estilo do New Deal para o conservatismo de Barry Goldwater.